# フアン・カルロス・ヴィジャマジョール
フアン・カルロス・ヴィジャマジョール・メディーナ（Juan Carlos Villamayor Medina, 1969年3月5日 - ）は、パラグアイ出身のサッカー選手。元同国代表。ポジションはディフェンダー。日本での登録名はヴィジャマジョール (Villamayor) 。

## 経歴
攻撃的ミッドフィールダーからディフェンダーまでこなすプレーヤー。アビスパ福岡では後方から最前線まで攻めあがるリベロ的な役割を担う。1999年シーズンの1stステージでは4得点を挙げチーム得点王。しかし、当時の菊川凱夫監督からは攻撃力以上に守備力に難があると評され、チームの構想から外れる。その為、1stステージ終了後、2ndステージに向けてチーム練習に合流するが、南米のチーム等からオファーがあった事もありラニエリとのトレードという形で1999年8月に退団。

## 所属クラブ
- 1994年 - 1996年  セロ・ポルテーニョ
- 1996年  SCコリンチャンス・パウリスタ
- 1996年  セロ・ポルテーニョ
- 1997年  アトレティコ・セラヤ（スペイン語版）
- 1998年  オリンピア・アスンシオン
- 1998年9月 - 1999年8月  アビスパ福岡
- 1999年 - 2000年  ラージョ・バジェカーノ
- 2000年  セロ・ポルテーニョ
- 2000年 - 2001年  CAチャカリタ・ジュニアーズ
- 2002年 - 2006年  クラブ・スポルト・コロンビア（スペイン語版）

## 個人成績
| 国内大会個人成績 | 国内大会個人成績 | 国内大会個人成績 | 国内大会個人成績 | 国内大会個人成績 | 国内大会個人成績 | 国内大会個人成績 | 国内大会個人成績 | 国内大会個人成績 | 国内大会個人成績 | 国内大会個人成績 | 国内大会個人成績 |
| 年度             | クラブ           | 背番号           | リーグ           | リーグ戦         | リーグ戦         | リーグ杯         | リーグ杯         | オープン杯       | オープン杯       | 期間通算         | 期間通算         |
| 年度             | クラブ           | 背番号           | リーグ           | 出場             | 得点             | 出場             | 得点             | 出場             | 得点             | 出場             | 得点             |
| 日本             | 日本             | 日本             | 日本             | リーグ戦         | リーグ戦         | リーグ杯         | リーグ杯         | 天皇杯           | 天皇杯           | 期間通算         | 期間通算         |
| ---------------- | ---------------- | ---------------- | ---------------- | ---------------- | ---------------- | ---------------- | ---------------- | ---------------- | ---------------- | ---------------- | ---------------- |
| 1998             | 福岡             | 10               | J                | 1                | 0                | -                | -                | 0                | 0                | 1                | 0                |
| 1999             | 福岡             | 27               | J1               | 14               | 4                | 1                | 1                | -                | -                | 15               | 5                |
| 通算             | 日本             | 日本             | J1               | 15               | 4                | 1                | 1                | -                | -                | 16               | 5                |
| 総通算           | 総通算           | 総通算           | 総通算           | 15               | 4                | 1                | 1                | 0                | 0                | 16               | 5                |

## 代表歴

### 試合数
- 国際Aマッチ 19試合 3得点（1993年-1997年）[1]

| パラグアイ代表 | 国際Aマッチ | 国際Aマッチ |
| 年             | 出場        | 得点        |
| -------------- | ----------- | ----------- |
| 1993           | 2           | 0           |
| 1994           | 0           | 0           |
| 1995           | 9           | 2           |
| 1996           | 2           | 1           |
| 1997           | 6           | 0           |
| 通算           | 19          | 3           |